# Departement van Volksvoorlichting en Kunsten
Het Departement van Volksvoorlichting en Kunsten (27 november 1940 - mei 1945) was een van de twee nationaalsocialistische departementen die tijdens de Tweede Wereldoorlog in Nederland zijn opgericht. Secretaris-generaal van het DVK was de historicus dr. Tobie Goedewaagen.

## Achtergrond
Het behoorde tot de officiële nazipolitiek om de Nederlandse samenleving te ontwikkelen in nationaalsocialistische richting. Hierbij werd gestreefd naar de 'gelijkschakeling' van Nederland. In samenhang hiermee richtte Reichskommissar Arthur Seyss-Inquart op 27 november 1940 een nieuw departement op: het Departement van Volksvoorlichting en Kunsten (DVK). Dit werd gevormd naar analogie van het Reichsministerium für Volksaufklärung und Propaganda in Berlijn. Onder leiding van Joseph Goebbels hield dit Duitse ministerie zich bezig met voorlichting, propaganda en het was verantwoordelijk voor de gehele kunstsector. Het toenmalige Nederlandse Departement van Onderwijs, Kunsten en Wetenschappen (OKW) werd als gevolg van deze maatregel omgedoopt tot het Departement van Opvoeding, Wetenschap en Kultuurbescherming (OWK), dat onder meer verantwoordelijk was voor wetenschappelijke uitgaven en schoolboeken. Dit OWK kwam onder leiding te staan van de Duitsgezinde hoogleraar dr. Jan van Dam. Seyss-Inquart wilde voor de functie van secretaris-generaal van het DVK vanzelfsprekend een nationaalsocialist en liever een Duits-georiënteerde, 'Groot-Germaans' denkend persoon, dan een aanhanger van de 'Groot-Nederlandse' gedachte. De keus viel op Tobie Goedewaagen, toentertijd privaatdocent in de geschiedenis van de post-kantiaanse filosofie aan de universiteit van Utrecht en lid van de NSB.

## Benoeming secretaris-generaal
Bij zijn benoeming stelde Goedewaagen zich tot taak het DVK het voortouw te laten nemen in de opvoeding van de samenleving "op een wijze, die het volksche bewustzijn versterkt en den volksaard in stand houdt". Wat Goedewaagen onder Volksvoorlichting verstond bleek uit een in juni 1941 uitgesproken rede: "Het beginsel der volksvoorlichting is het werven en winnen van menschen voor een idee." (Namelijk het idee van de Nieuwe Orde.) Over de plaats van de kunstenaar in de 'Nieuwe Tijd' had Goedewaagen een meer uitgesproken standpunt. "De kunstenaar zal geen parasiet of anarchist meer zijn. Hij zal zich opgenomen weten in de door bloed en geest bepaalde gemeenschap van het Nederlandsche volk en zijn traditie". Deze uitspraak karakteriseerde tegelijkertijd de visie van de nog op te richten Kultuurkamer.

## Departementale inrichting
Het DVK vond adequate huisvesting aan de Prinsessegracht nr. 21 in Den Haag, en ruime financiële middelen vloeiden spoedig naar het departement toe. In de loop van de tweede helft van 1942 kreeg het DVK ook de beschikking over het aangrenzende pand (nr. 22) en de vlak om de hoek gelegen panden Dr. A. Kuyperstraat 3 en 5. Voor de organisatiestructuur van het DVK had Goedewaagen zijn licht opgestoken bij het Duitse Propagandaministerium van Joseph Goebbels. Deze structuur was als volgt (personele gegevens 1942):
1. Stafafdelingen
  1. Kabinet en Juridische Zaken (Jhr Sebastiaan Mattheus Sigismund de Ranitz)
  2. Algemene Zaken (E. Wink)
  3. Comptabiliteit (A.N. van der Klugt)
2. Sector Volksvoorlichting
  1. Perswezen (Nicolaas Oosterbaan tot juni '41, daarna Max Blokzijl)
  2. Radio- en Filmwezen (Alb. J. Richel, opgevolgd door J. de Kloet, daarna D.A. de Rooy)
  3. Algemene, later Actieve Propaganda (Nicolaas Oosterbaan, juni '41 - 1 feb. '42; daarna Ernst Voorhoeve)
3. Sector Kunsten
  1. Bouwkunst, Beeldende Kunsten en Kunstnijverheid (Ed Gerdes)
  2. Muziek (Jan Goverts)
  3. Boekwezen (dr. Jo van Ham)
  4. Theater en Dans (F. Primo, Jan Goverts ad interim, M. Wolters waarnemend hoofd)
  5. Ontspanning en Cultuur, later herdoopt in: Culturele Propaganda (Marius van Lokhorst)

Begin 1942 werd nog een twaalfde afdeling in het leven geroepen: Informatie en Documentatie (Nicolaas Oosterbaan). Alle afdelingen ressorteerden rechtstreeks onder de secretaris-generaal. Het enige departementale orgaan dat in principe coördinerend zou hebben kunnen optreden - en waarschijnlijk als zodanig was bedoeld - was de Departementsraad, bestaande uit de afdelingshoofden, onder voorzitterschap van de secretaris-generaal.
Deze Departementsraad was in de praktijk een forum waar vooral mededelingen werden gedaan over onder meer externe contacten en werkzaamheden van de afzonderlijke afdelingen, waarover soms van gedachten werd gewisseld. Van onderlinge afstemming, overleg en besluitvorming was zelden of nooit sprake.
Aan medewerkers was geen gebrek. Wat het DVK opbrak was de onbekwaamheid van dat personeel. Bij het aanstellen van nieuwe werkkrachten werd meer acht geslagen op hun nationaalsocialistische gezindheid dan op hun capaciteiten. 'Politiek onbetrouwbare elementen' werden geweerd. De leiding van de NSB kreeg alle benoemingen vooraf voorgelegd. Naar buiten toe werd de indruk gewekt dat het DVK een apolitiek departement was. Toen het departement eenmaal goed en wel georganiseerd was, waren er vanaf het voorjaar 1941 ongeveer 150 ambtenaren werkzaam. Daarnaast werkten in de zogenaamde buitendienst gemiddeld 50 personen. Dit 'politiek volkomen betrouwbaar apparaat' hield onder meer toezicht op naleving van de door het DVK uitgegeven verordeningen. Muziek- en toneelrepertoires werden gecontroleerd, niet aangevraagde (film)voorstellingen werden aangegeven en de dienst verifieerde het lidmaatschap van de Kultuurkamer.

## Financiën
Er ging veel geld naar het DVK. De Sector Volksvoorlichting heeft in de jaren 1941 t/m 1944 in totaal f 5.289.317 (omgerekend naar de waarde in 2005 is dit: circa € 30 miljoen) ontvangen. De Sector Cultuur ontving in dezelfde periode f 7.292.860 (2005: circa € 40 miljoen).

## Kultuurkamer
Om invulling te geven aan de praktische en uitvoerende zaken van het kunstbeleid werden op 25 november 1941 als zelfstandig opererende afdeling van het DVK de Nederlandsche Kultuurkamer (NKK) en het adviserend orgaan de Nederlandsche Kultuurraad (NKR) officieel opgericht. De Kultuurkamer had de pretentie een beroepsorganisatie te zijn van alle kunstenaars. In de praktijk was het echter vooral een organisatie die in de kunstsector de nationaalsocialistische gedachte propageerde en de kunstenaar controleerde. Zo moest iedereen die actief was in de kunstsector er verplicht lid van zijn. De Kultuurkamer bestond uit zes gilden:
1. het gilde voor Bouwkunst, Beeldende Kunst en Kunstambacht,
2. het Muziekgilde,
3. het Letterengilde,
4. het gilde voor Theater en Dans,
5. het Filmgilde,
6. het Persgilde.

De Kultuurkamer was verantwoording schuldig aan het DVK. Vrijwel de gehele bezettingsperiode door werden de functies van president van de Kultuurkamer en die van secretaris-generaal van DVK door één en dezelfde persoon bekleed.

## Relatie met de NSB
In de loop van 1942, toen de NSB een steeds grotere greep op het DVK kreeg, liepen de geschillen tussen Anton Mussert en Goedewaagen over de te volgen koers van het departement hoog op. Mussert had van meet af aan bezwaren gehad tegen het Duits-georiënteerde propagandabeleid van het departement. De bezetter beschouwde het DVK als instantie om de Duitse gedachte en de nationaalsocialistische ideologie uit te dragen. De NSB-leider kende daarentegen slechts één propaganda: propaganda voor de NSB. Seyss-Inquart, die in het conflict steeds de zijde van de pro-Duitse Goedewaagen had gekozen, zwichtte in januari 1943 voor de druk van de NSB-leider en gaf met tegenzin gehoor aan diens verzoek de secretaris-generaal te ontslaan. Zijn opvolger, de NSB'er mr. H. Reydon, was slechts korte tijd in functie. Twee weken na zijn benoeming werd hij bij een aanslag van de illegaliteit zwaargewond. Jhr. mr. S.M.S. de Ranitz, het hoofd van de afdeling Kabinet en Juridische Zaken, werd tot waarnemend secretaris-generaal benoemd. Ook na het overlijden van Reydon in augustus 1943 bleef hij deze functie bekleden. In 1944 begon zich het verval van het DVK duidelijk af te tekenen.

## Einde
Het personeelsbestand was, mede als gevolg van de Arbeitseinsatz, drastisch ingekrompen. Daarnaast werden veel van de jonge medewerkers opgeroepen om dienst te nemen in de Landwacht. In een geheim memorandum voor Mussert presenteerde De Ranitz eind augustus 1944 een gedetailleerd uitgewerkt plan om het culturele leven ingrijpend te beperken en het apparaat van het DVK nog verder te vereenvoudigen. Na Dolle Dinsdag, 5 september 1944, viel het departement verder uit elkaar. De Ranitz vertrok die dag spoorslags naar Groningen. Zijn vertrek werd door ambtenaren die wel op hun post waren gebleven en door buitenstaanders als een lafhartige vlucht beschouwd. Nadat de lucht enigszins was opgeklaard keerde de waarnemend secretaris-generaal enkele dagen later terug naar Den Haag. Maar niet voor lang. Toen op 17 september 1944 bij Arnhem geallieerde luchtlandingen plaatsvonden (Operatie Market Garden), vertrok De Ranitz met een aantal naaste medewerkers 's ochtends de achttiende om vijf uur wederom overhaast naar Groningen. Vanaf die tijd was de algemene leiding gevestigd in het gewestelijk bureau van de Kultuurkamer in Groningen, waarin het DVK zijn intrek had genomen. Alle zaken betreffende de volksvoorlichting werden daar behandeld. Na de vlucht van veel NSB'ers bleef slechts een handjevol medewerkers in Den Haag achter. Zij hielden zich vooral bezig met de afwikkeling van de kunstzaken. Van enig daadwerkelijk beleid was evenwel nauwelijks meer sprake.
 Portaal: Fascisme en nationaalsocialisme in Nederland · Fascisme · Nationaalsocialisme